# Školství v Českých Budějovicích
Školství v Českch Budějovicích má dlouhou tradici, která sahá až do 14. století. V 21. století České Budějovice jsou významným střediskem vysokého školství; kromě toho je zde řada základních a středních škol.

## Historie
Prvními doloženými školskými zařízeními jsou městské školy u kostela svatého Mikuláše a u kostela svatého Prokopa a Jana Křtitele (vznikly někdy ve 14. století). Do vyhnání Židů zde působila též židovská škola.
Výše zmíněné dvě školy poskytovaly základy vzdělání a byly hlavními vzdělávacími institucemi až do příchodu piaristů. Ti zde v druhé polovině 18. století položili základ středního školství založením gymnázia (otevřeno 1762), do té doby si místní obyvatelé rozšiřovali vzdělání na jezuitských gymnáziích (zejména Český Krumlov, Jindřichův Hradec a Praha) a na univerzitách v Praze, Německu či Itálii.
Základy vysokého školství položilo založení biskupského semináře a filozofického ústavu na počátku 19. století. Poté postupně začal růst města a významu vzdělání a společně s tím vzrůstal i počet škol. V roce 1886 byla založena Německá rolnická škola, pro kterou byla v roce 1898 postavena budova v ulici Na Sádkách.
V druhé polovině 19. století začalo vznikat české školství, o což se zasloužili různé české národní spolky, ženské kongregace a biskup Jan Valerián Jirsík, který zde v roce 1868 založil první českojazyčné českobudějovické gymnázium. V roce 1898 zahájila činnost Česká škola rolnická (na Rudolfovské třídě – v budovách statku Na pěkné vyhlídce). Postupem času se podíl českého školství zvyšoval (v roce 1918 už byl poměr 1:1), po roce 1918 pak došlo k rozsáhlé redukci německého školství.
Těžký úder dostala školská soustava za druhé světové války a po ní. V průběhu války bylo omezeno české školství vyšších stupňů, po válce bylo znovu obnoveno v původním rozsahu, avšak zároveň byly společně s odsunem německého obyvatelstva zrušeny všechny německé školy. Po komunistickém převratu došlo k rozsáhlému rušení a zestátňování nestátních škol a byl zde prosazen model jednotné školy. Zrušením biskupského semináře fakticky zaniklo plnohodnotné vysoké školství v Českých Budějovicích, za které nově zřízená pobočka Pedagogické fakulty UK nepředstavovala adekvátní náhradu. Teprve později po její transformaci ve Vyšší pedagogickou školu a po přeložení Provozně ekonomické fakulty Vysoké školy zemědělské v Praze do Budějovic plnohodnotné vysoké školství vrátilo. Postupně docházelo ke vzniku řady odborných středních a vyšších odborných škol.
Po pádu komunistického režimu v roce 1989 došlo k poslední velké radikální proměně českobudějovického školství. Postupně došlo k masívnímu zakládání a obnovování středních škol a gymnázií, jakož i zakládání vysokých škol (zejména Jihočeské univerzity), naproti tomu v důsledku úbytku dětí došlo ke spojování či rušení řady základních škol a předškolních zařízení.

## Stav školství
Ve školním roce 2020-2021 působilo v Českých Budějovicích 27 mateřských škol (24 státních, 2 katolické a 1 soukromá; celkem 2465 dětí), 19 základních škol (18 státních a 1 katolická; 9458 žáků), 6 základních uměleckých škol (4 státní a 2 soukromé; 2700 žáků), 19 středních odborných škol či učilišť (13 státních a 6 soukromých; 8 180 žáků), 7 gymnázií (4 státní, 2 soukromé a 1 katolické; 2899 studentů), 6 vyšších odborných škol (1241 studentů) a 2 vysoké školy (Jihočeská univerzita s téměř 8500 studenty a Vysoká škola evropských a regionálních studií s 240 studenty).

### Základní školství
V Českých Budějovicích je k roku 2022 16 základních škol zřízených městem a jedna církevní základní škola. Dvě (ve skutečnosti tři, jedna je odloučeným pracovištěm) z těchto základních škol mají pouze první stupeň.
- Základní škola a základní umělecká škola, Bezdrevská 3
- Základní škola, Dukelská 11
  - odloučené pracoviště Novohradská 115 (Nové Hodějovice, pouze 1. stupeň)
- Základní škola a mateřská škola, Emy Destinové 46
- Základní škola, Grünwaldova 13
- Základní škola a mateřská škola J. Š. Baara
- Základní škola a mateřská škola, Kubatova 1
- Základní škola a mateřská škola, L. Kuby 48
- Základní škola, Matice školské 3
- Základní škola Máj I, M. Chlajna 21
- Základní škola Máj II, M. Chlajna 23
- Základní škola, Nerudova 9
- Základní škola a mateřská škola, Nová 5
- Základní škola, O. Nedbala 30
- Základní škola, Pohůrecká 16
- Základní škola a mateřská škola T. G. Masaryka, Rudolfovská 143 (Nové Vráto, pouze 1. stupeň)
- Základní škola a mateřská škola, Vl. Rady 1 (Mladé, pouze 1. stupeň)
- Církevní základní škola, Rudolfovská

Jednou ze základních škol je i ZŠ Grünwaldova. Jejím ředitelem je Vladimír Caldr, bývalý hokejový reprezentant. Škola je zaměřena na výuku sportů - fotbalu, hokeje, krasobruslení. Z této školy pochází mnoho známých sportovců, jako je např. Milan Michálek, David Lafata, Zdeněk Kutlák.

### Střední školy

#### Gymnázia
- Gymnázium Jana Valeriána Jirsíka
- Česko-anglické gymnázium České Budějovice
- Biskupské gymnázium J. N. Neumanna
- Gymnázium Jírovcova
- Gymnázium Česká[3]
- České reálné gymnázium České Budějovice
- EDUCAnet - Soukromé gymnázium České Budějovice

#### Ostatní
- Konzervatoř České Budějovice
- Obchodní akademie České Budějovice
- Soukromá střední škola a jazyková škola s právem státní jazykové zkoušky Č. Budějovice, s.r.o.
- SOŠ veterinární, mechanizační a zahradnická a Jazyková škola s právem státní jazykové zkoušky
- Střední průmyslová škola stavební České Budějovice
- Střední průmyslová škola strojní a elektrotechnická
- Střední škola a Vyšší odborná škola cestovního ruchu
- Střední škola informační technologie (EDUCAnet)
- Střední škola informatiky a právních studií, z. ú.
- Střední škola obchodní
- Střední škola polytechnická
- Střední škola pro sluchově postižené
- Střední zdravotnická škola a Vyšší odborná škola zdravotnická České Budějovice
- Vyšší odborná škola, Střední průmyslová škola automobilní a technická
- Vyšší odborná škola a Střední škola, s. r. o.

### Vysoké školství
V současné době existují v Českých Budějovicích 3 vysoké školy. Nejvýznamnější je Jihočeská univerzita, která byla založena v roce 1991 společnými silami dosavadních dvou českobudějovických vysokých škol, Akademie věd ČR, biskupství českobudějovického a místních výzkumných a zdravotnických zařízení. V současné době má univerzita 7 fakult (biologická, ekonomická, filosofická, pedagogická, teologická, zdravotně sociální, zemědělská) a dva ústavy (Ústav fyzikální biologie Jihočeské univerzity a Výzkumný ústav rybářský a hydrologický). Studuje na ní asi 8 500 studentů, což představuje mimo prázdniny i významný přírůstek městského obyvatelstva.
Dalšími vysokými školami jsou Vysoká škola evropských a regionálních studií (má status obecně prospěšné společnosti a studuje na ní asi 240 studentů) a Vysoká škola technická a ekonomická v Českých Budějovicích, která zahájila výuku v roce 2007. V roce 2010 uvažovalo ministerstvo o jejím zrušení, ale k němu nakonec nedošlo.